# Mitchell Feigenbaum
Mitchell Jay Feigenbaum (19. prosince 1944 Filadelfie, Pensylvánie – 30. června 2019 New York) byl americký matematický fyzik, jehož pionýrská práce v teorii chaosu vedla k objevu Feigenbaumovy konstanty.

## Život
Narodil se ve Filadelfii, rodiče byli imigranti z Polska a Ukrajiny. Jeho touha po vzdělání ho nakonec přivedla ke studiu na Massachusettský technologický institut, kde začal studovat v roce 1964. Zapsal se ke studiu elektrotechnického inženýrství, přešel ke studiu fyziky. V roce 1970 získal doktorát za práci o disperzních vztazích podle Francisova zákona.
Po krátkém působení na Cornellově univerzitě a Virginském polytechnickém institutu dostal nabídku k dlouhodobější pozici v Národní laboratoři Los Alamos ke studiu turbulentního proudění. Ačkoliv se této skupině nepodařilo postoupit v řešení nepoddajné teorie turbulence tekutin, Feigenbauma to přivedlo ke studiu chaotických zobrazení.

## Výzkum
Mnoho matematických zobrazení obsahujících jednoduchý lineární parametr začne vykazovat pro hodnoty parametru z určité oblasti zcela náhodné chování známé jako chaos. Jakmile se parametr blíží k této oblasti, zobrazení vykazuje bifurkace pro přesné hodnoty parametru. Nejprve existuje jeden stabilní bod, pak pro určitou hodnotu parametru začne řešení oscilovat mezi dvěma body, pro další hodnotu parametru dojde k nové bifurkaci a řešení začne oscilovat mezi čtyřmi body atd. V roce 1975 Feigenbaum s použitím svého počítače HP-65 objevil, že poměr rozdílu mezi dvěma následnými hodnotami parametru, ve kterých dochází k bifurkaci, se postupně blíží ke konstantě přibližně 4.6692. Feigenbaum poskytl matematický důkaz tohoto faktu a ukázal, že stejné chování a stejná konstanta se objevuje v široké třídě matematických funkcí vedoucích k chaosu. Byl to jeden z prvních kroků vedoucích k popisu „nepředvídatelného“ chaosu. Tento „poměr konvergence“ je nyní znám jako Feigenbaumova konstanta.
Dobře známým příkladem zobrazení je logistické zobrazení, které studoval ve své známé práci Quantitative Universality for a Class of Nonlinear Transfomations z roku 1978.
Další jeho příspěvek zahrnuje důležitou novou fraktální metodu v kartografii, kdy byl najat Hammondem k vývoji technik, jež umožňují počítačům pomáhat při kreslení map. V úvodu k Hammondově atlasu (1992) stojí:

"Užitím fraktální geometrie k popisu přirozených tvarů jako je pobřeží matematický fyzik Mitchell Feigenbaum vyvinul software schopný rekonfigurovat pobřeží, hranice a pásy pohoří tak, aby bylo možné pokrýt velký rozsah měřítek map a projekcí. Dr Feigenbaum také vytvořil nový počítačový typ rozmisťovacího programu, který rozmístí tisíce popisů mapy během několika minut, což je úkol, který předtím vyžadoval dny úmorné práce."